# هيروكي أراتاني
هيروكي أراتاني (باليابانية: 荒谷 弘樹) (6 أغسطس 1975 في تاكاوكا في اليابان – )؛ هو لاعب كرة قدم ياباني سابق كان يلعب كحارس مرمى.

## وصلات خارجية
- هيروكي أراتاني على موقع رابطة كرة القدم اليابانية للمحترفين (اليابانية)
- هيروكي أراتاني على موقع قاعدة بيانات كرة القدم.إي يو (الإنجليزية)
- هيروكي أراتاني على موقع Soccerway.com (الإنجليزية)
- هيروكي أراتاني على موقع عالم كرة القدم.نت (الإنجليزية)
- هيروكي أراتاني على موقع كووورة